# Gaëtan Bong
Thomas Gaëtan Bong (25 d'abril de 1988) és un futbolista professional camerunés que juga de lateral esquerre pel Brighton & Hove Albion FC i per l'equip nacional camerunés.